# Afranthidium
Afranthidium is een geslacht van vliesvleugelige insecten uit de familie Megachilidae. Het geslacht werd voor het eerst wetenschappelijk beschreven in 1948 door Charles D. Michener.

## Soorten
- A. abdominale (Friese, 1904)
- A. ablusum (Cockerell, 1932)
- A. alaemon (Warncke, 1982)
- A. alternans (Klug, 1832)
- A. amoenum (Pasteels, 1969)
- A. angulatellum (Pasteels, 1984)
- A. angulatum (Pasteels, 1984)
- A. biangulatum Pasteels, 1984
- A. biserratum (Pasteels, 1984)
- A. bispinosum Pasteels, 1984
- A. braunsi (Friese, 1904)
- A. capicola (Brauns, 1905)
- A. carduele (Morawitz, 1876)
- A. concolor (Friese, 1913)
- A. controversum (Radoszkowski, 1886)
- A. folliculosum (Buysson, 1897)
- A. guillarmodi (Mavromoustakis, 1951)
- A. hamaticauda Pasteels, 1984
- A. haplogastrum (Mavromoustakis, 1951)
- A. herbsti (Pasteels, 1984)
- A. honestum (Cockerell, 1936)
- A. hoplogastrum (Mavromoustakis, 1934)
- A. hypocapicola (Mavromoustakis, 1936)
- A. immaculatum (Smith, 1854)
- A. jocosum (Pasteels, 1984)
- A. junodi (Friese, 1904)
- A. karooense (Brauns, 1905)
- A. lebanense (Mavromoustakis, 1955)
- A. malacopygum (Gribodo, 1894)
- A. matjesfonteinense (Mavromoustakis, 1934)
- A. melanopoda (Pasteels, 1984)
- A. micrurum (Cockerell, 1935)
- A. minutulum (Brauns, 1905)
- A. mlanjense (Mavromoustakis, 1936)
- A. murinum (Pasteels, 1984)
- A. nigritarse (Friese, 1904)
- A. nigronitens (Pasteels, 1984)
- A. nitidorubrum (Pasteels, 1984)
- A. odonturum (Cockerell, 1932)
- A. pentagonum (Gussakovsky, 1930)
- A. piliventre (Friese, 1913)
- A. poecilodontum (Mavromoustakis, 1934)

- A. polyacanthum (Mavromoustakis, 1938)
- A. pusillum (Morawitz, 1895)
- A. reicherti (Brauns, 1929)
- A. repetitum (Schulz, 1906)
- A. rubellulum (Cockerell, 1932)
- A. rubellum (Brauns, 1905)
- A. rubiculum (Brauns, 1905)
- A. sakaniense (Cockerell, 1936)
- A. schulthessii (Friese, 1897)
- A. silverlocki (Mavromoustakis, 1936)
- A. sjoestedti (Friese, 1909)
- A. tanganyicola (Strand, 1911)
- A. tergoangulatum Pasteels, 1984
- A. tergofasciatum (Pasteels, 1984)
- A. villosomarginatum Pasteels, 1984